# Adelgunde Vogt

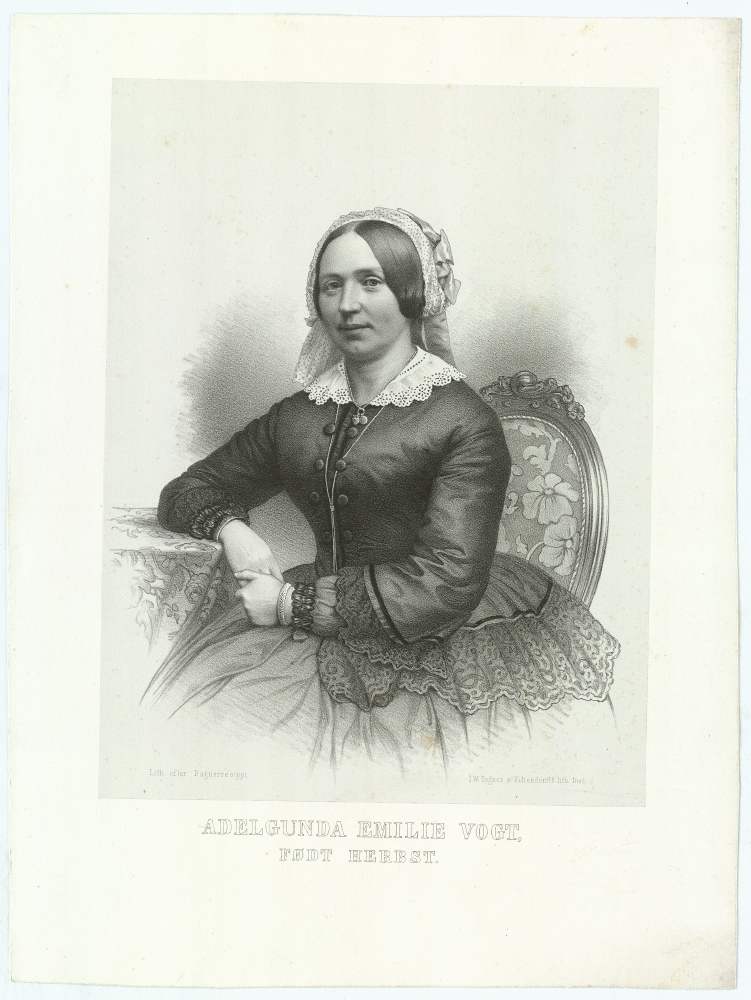
Adelgunde Vogt. Lithografie von I. W. Tegner & Kittendorff

Adelgunde Emilie Vogt (* 17. Juli 1811 in Kopenhagen, Dänemark; † 10. Juni 1892 ebenda) war eine dänische Bildhauerin. Sie gilt als die erste Frau, die in Dänemark professionell praktizierte, und war für ihre realistischen Tierskulpturen aus Elfenbein und Bronze bekannt.

## Leben und Werk

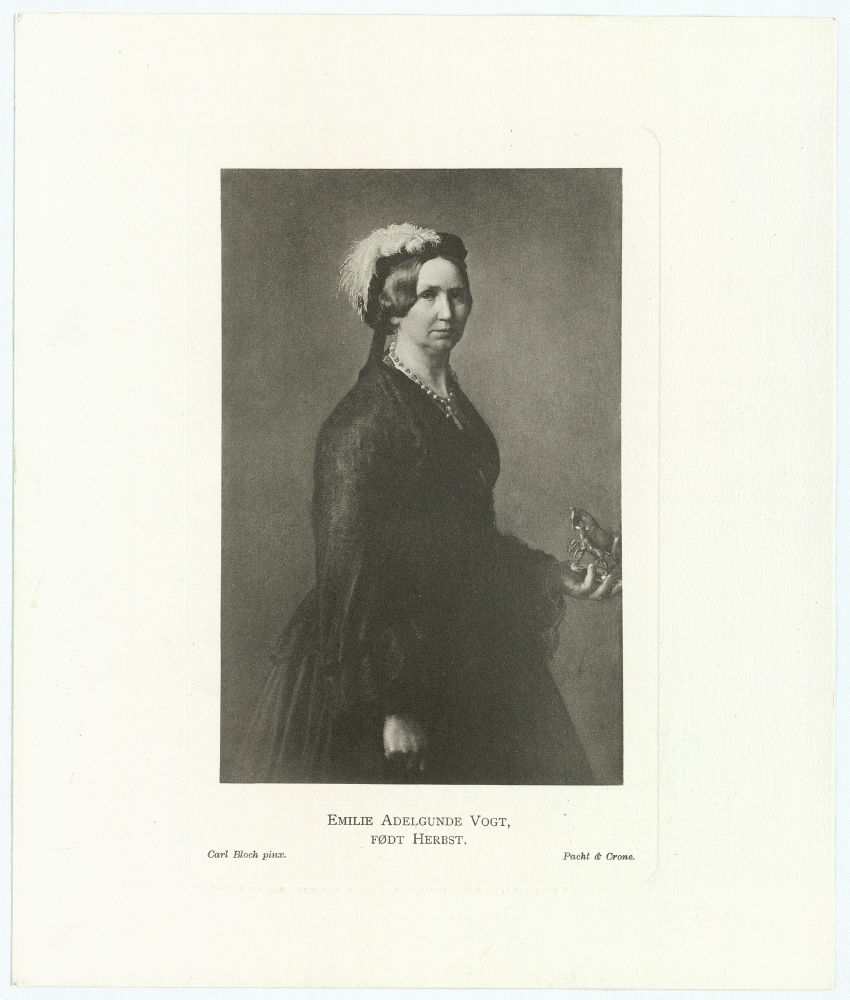
Adelgunde Vogt

Vogt war die Tochter des Direktors der Militärbekleidungsfabrik, Generalkriegskommissar Michael Johan Christian Herbst (1775–1830) und Michelle Elisabeth Christiance Charlotte Stibolt. Mit 12 Jahren erlitt sie einen schweren Sturz und blieb infolgedessen bis zu ihrem 14. Lebensjahr bettlägerig. Sie verbrachte diese Zeit mit Zeichnen, Schnitzen und Modellieren von Tieren. Als ihre Eltern ihr künstlerisches Talent erkannten, ermöglichten sie ihr Unterricht bei dem Bildhauer Johan Peter Heldt, der damals an der Königlich Dänischen Kunstakademie studierte.
Vogt verbrachte einen Teil ihrer Jugend in Sorø und Slagelse und als die Familie nach dem Tod ihres Vaters nach Kopenhagen zog, wurde sie 1837 Schülerin des Bildhauers Hermann Ernst Freund. Dieser hatte in Rom als Bildhauer bei Bertel Thorvaldsen gearbeitet. Auf der Charlottenborg Forårsudstilling debütierte sie 1838 mit drei Werken, von denen ein in Elfenbein geschnitztes Pferd wegen seiner filigranen Ausführung Aufmerksamkeit erregte, während auch ihre in Wachs modellierten Pferde Anerkennung fanden. 1839 erhielt sie für die Skulptur Kuh mit säugendem Kalb eine Auszeichnung der Akademie, den Neuhausen-Preis.
Ab 1840 arbeitete sie als Schülerin in Thorvaldsens Atelier in Charlottenborg. In seiner Eigenschaft als Direktor der Königlich Dänischen Kunstakademie schlug Thorvaldsen im Februar 1843 vor, sie für eine von ihr geschaffene Figur, ein stehendes Pferd, als Mitglied aufzunehmen. Da dies jedoch gemäß den Statuten mit einer Frau nicht möglich war, wurde sie Ehrenmitglied. Sie arbeitete bis zu Thorvaldsens Tod 1844 in dessen Atelier. Ende der 1840er Jahre erhielt Vogt einen Platz im Fries des Malers Jørgens Sonne im neu erbauten Thorvaldsen-Museum im Zentrum Kopenhagens, auf der Seite, die Schloss Christiansborg zugewandt ist.
Auch Christian VIII. förderte sie und kaufte ihre Werke. Nach Thorvaldsens Tod reiste sie mit königlicher Unterstützung nach Italien, wo sie fünf Jahre blieb. 1846 heiratete sie in Neapel den 68-jährigen Geschäftsmann Fredrik Seiersfred Vogt, mit dem sie zwei Söhne bekam. Erst wenige Jahre nach dem Tod ihres Mannes begann sie wieder mit dem Modellieren und Schnitzen und war viele Jahre lang eine der beliebtesten Ausstellerinnen in Charlottenborg.

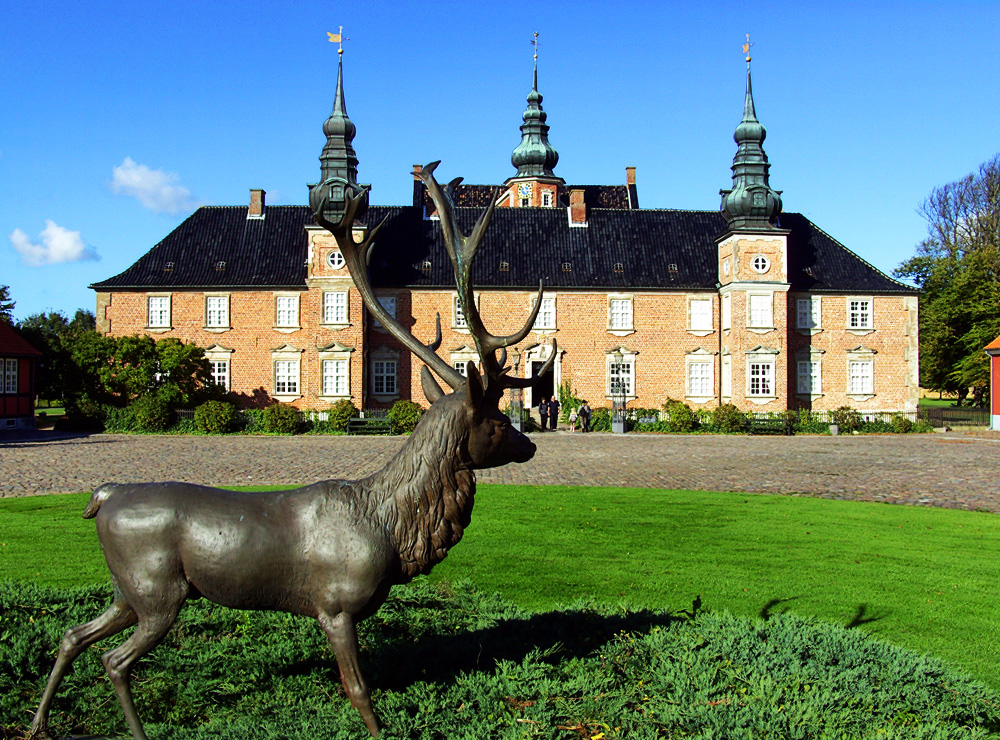
Hirschskulptur vor dem Schloss Jægerspris (1850).

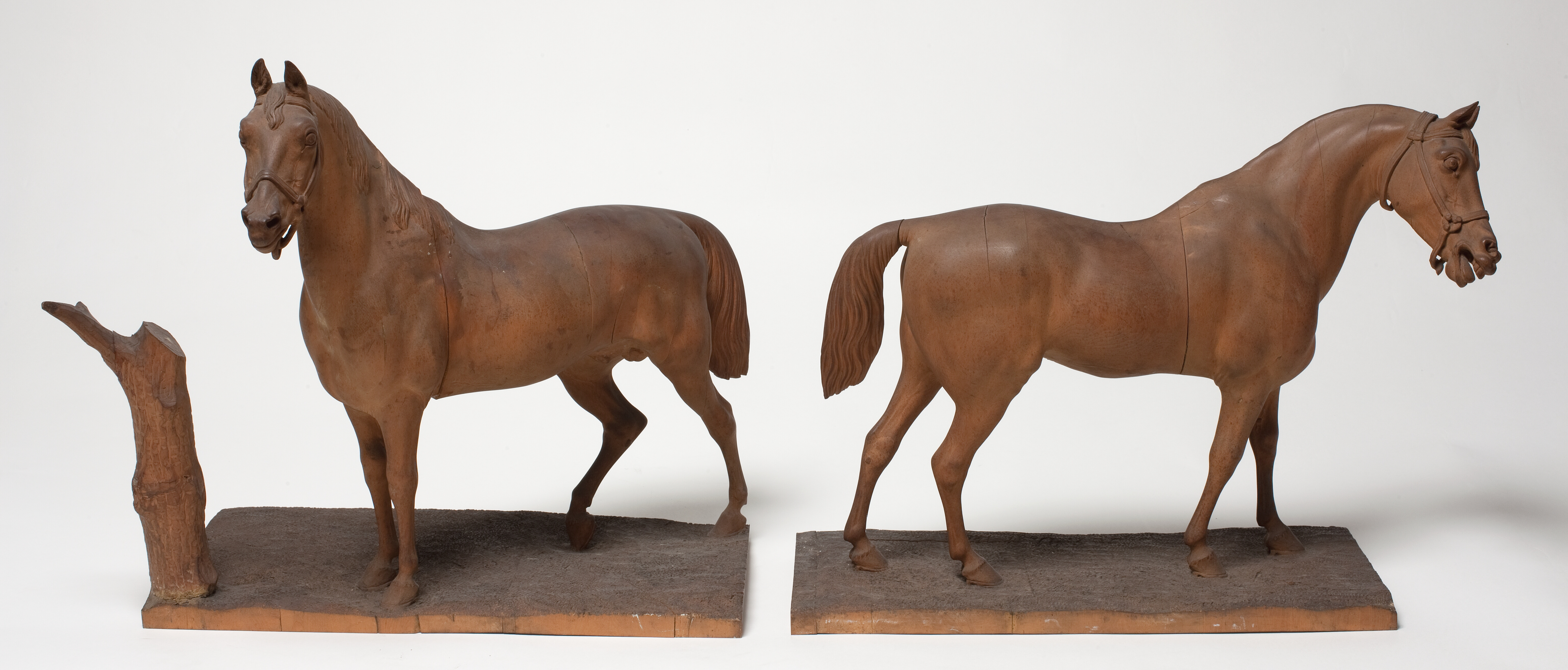
To stående heste (Zwei stehende Pferde). 1886: erworben durch Statens Museum for Kunst

Vogt war eine Tierbildhauerin, ein in Dänemark bis dahin unbekanntes Genre, das in Frankreich im Entstehen begriffen war. Ihre kleineren Skulpturen, die in Bronze gegossen oder aus Elfenbein oder Buchsbaum geschnitzt waren, waren trotz ihrer geringen Größe und zierlichen Form stets sehr detailgetreu. Die Skulpturen stellten meist Hunde, Pferde, Hirsche oder Kühe dar, manchmal auch Tiere, die sie nur in Menagerien sehen konnte. Zu ihren Werken gehören auch Gruppen von Tieren und Menschen, und in ihrer Jugend stellte sie mehrere Porträtbüsten prominenter Persönlichkeiten aus, so von Jonas Collin, Jens Peter Møller und Sylvester Saxtorph. Ihr bekanntestes Werk ist die bronzene Hirschgruppe vor Schloss Jægerspris. Einige ihrer Skulpturen sind erhalten geblieben, mehrere ihrer Werke, die unter anderem auf Anordnung Christians VIII. für das damalige Kunstmuseum erworben wurden, kamen nach dessen Schließung nach Christiansborg, wo sie 1844 beim Schlossbrand zerstört wurden. Werke, die sich im Nordjütländischen Kunstmuseum (Depot des Dänischen Nationalmuseums) und im Fünenischen Kunstmuseum befanden, sind verschwunden.
Vogt starb 1892 in Kopenhagen und wurde auf dem Assistenzfriedhof neben ihrem Mann und ihrer Schwester begraben. Ihre Werke wurden 1895 posthum auf der Kopenhagener Frauenausstellung ausgestellt.
Ihr Sohn Gundo Seiersfred Vogt wurde ebenfalls Bildhauer und stellte von 1873 bis 1879 in Charlottenborg aus.